# هینگهام (ماساچوست)
هینگهام، ماساچوست
هینگهام(به انگلیسی: Hingham) شهرکی در شهرستان پلیموت ایالت ماساچوست می‌باشد که در سال ۱۶۳۵ بنیان‌گذاری شده‌است. این شهرک در سرشماری سال ۲۰۱۰ میلادی، ۲۲٬۱۵۷ نفر جمعیت داشته‌است.